# Бахрам Чубін
Бахра́м VI Чубін — шахіншах (цар царів) Ірану, правив в 590—591 роках. Не належав до роду Сасанідів.

## Військова служба
Бахрам Чубін, син марзпана (намісника) Рея Бахрама Гушнаспа, походив з роду Міхран — одного з семи провідних парфянських родів, що походили з Аршакідів і зберегли свій вплив і за Сасанідів. Високий на зріст, з гордою поставою, сухорлявий, темношкірий (за що отримав прізвисько «Чубін»— «Подібний до древка списа»), він був дуже сильним фізично та вправним лучником. За часів Хосрова I Ануширвана, Бахрам Чубін був зарахований до царської охорони, згодом ставши командиром кінного загону, та брав участь в облозі Дари у 572 році.
У 570-х роках був призначений спахбадом (вищим воєначальником) Півночі (Велика Мідія й Азербайджан). Перебуваючи на цій посаді, без певних успіхів воював із візантійцями в Месопотамії.

## Відбиття тюркської загрози
Восени 589 року зі сходу до Ірану вторглася величезна армія (джерела говорять про 300—400 тисяч воїнів) тюрків під керівництвом Саве-шаха, які у союзі з візантійцями загрожували самому існуванню Ірану. Прикордонні армії відступили під натиском ворогів, відкривши шлях до Хорасану.
Ормізд IV звелів, аби Бахраму надали владу над скарбницею та арсеналом і передали йому диван війська, щоб він сам вибрав собі тих, хто йому підійде. Однак Бахрам відібрав лише дванадцять тисяч досвідчених у військовій справі чоловіків з вершників (саваран), серед яких не було нікого, хто був би молодший сорока років. Перси також мали пристрої для метання вогню.
Одночасно з армією шах направив до тюрків посла Хуррад-Бурзіна. Прибувши в ставку Саве, перський посол навмисно затягував перемовини, чекаючи, коли з'явиться армія Бахрама Чубіна, а потім втік зі ставки хана. Найімовірніше, саме Хуррад-Бурзін переконав Саве-шаха йти не відразу в центральний Іран або Азербайджан, а до Герату.
Перси не випадково вибрали для битви Гератську долину. У ній, замкнутій горами і річкою Геріруд, тюрки не могли реалізувати свою головну перевагу — чисельну. Саве намагався зав'язати переговори, але Бахрам відмовився вирішити справу миром. В бою Чубін особисто застрелив з лука Саві. Тюрки здригнулися і побігли. Перси переслідували їх до вечора, і до ночі військо тюрків перестало існувати як організована сила. Загроза для Ірану була ліквідована, а за свої заслуги Бахрам Чубін отримав володіння в Кушаншахрі та був оголошений героєм і рятівником країни. Він користувався найвищим авторитетом у країні, що і стало причиною його опали.

## Повстання Бахрама Чубіна
Після цього шах доручив Бахраму очолити війну проти Візантії, однак тут його армія почала зазнавати поразок. Ормізд не тільки змістив його з посади головнокомандувача, але послав у насмішку прядку і жіночу сукню як кращу для нього, ніж одяг воїна. Дінаварі додає, що до того ж, за наклепом своїх придворних, шах запідозрив, що Бахрам Чубін приховав більшу частину здобичі, захопленої під час розгрому тюрків. Розгніваний Бахрам підняв заколот проти центральної влади. Його підтримало військо, незадоволене правлінням Ормізда IV.
Повстале військо рушило на Ктесифон, але ще до появи заколотників у столиці стався переворот; Віндой і Вістахм, брати однієї з дружин шахіншаха, скинули Ормізда. На престол вони звели свого племінника, сина Ормізда IV, Хосрова II. Чубін відкинув всі спроби нового шаха примиритися і продовжив похід на столицю.
Зайнявши Ктесифон, Бахрам Чубін оголосив, що буде правити від імені Шахрияра, одного з синів Ормізда IV. Бахрам зажадав від представників знаті, які не підтримали його, покинути Ктесифон, погрожуючи відрубати голови тим, хто не підкориться. Багато хто залишив місто в супроводі загонів своїх збройних охоронців. Відомо, що Чубіна вітали столичні юдеї.

## Царювання
Владу нового шаха визнала лише частина областей Ірану. Наприклад, монети узурпатора карбувалися лише в північному і східному Хорасані (Мерв, Нішапур, Абаршахр, Балх), нижньому Межиріччі, Хузестані (Сузи), Ісфахані, Ахвазе і його родовому гнізді Реї. Цілком природно, що і при дворі існувала сильна опозиція узурпатору, що відчував він і сам. Аби не допустити проблем, Бахрам наказав ув'язнити деяких воєначальників, в тому числі й Віндоя. Останньому вдалося домовитися з прихильниками, втекти й організувати напад на палац. Варта розігнала заколот і Віндою ледь вдалося заховатися у Вістахмі.
Через кілька місяців після воцаріння Бахрама Хосров II повернувся в Іран в супроводі незадоволених узурпатором, а головне — з візантійськими легіонами і золотом, надісланими імператором Маврикієм.
У союзників було близько 60 000 солдатів, Бахрам Чубін же мав у своєму розпорядженні лише 40-тисячне військо. До того ж його загони були ненадійними. Чубін намагався відколоти від армії ромеїв і вірменські полки Хосрова, спочатку обіцянками, потім погрозами, але не досяг успіху. Він був розбитий, а його армія розсіялася. На ранок після битви Бахрам нарахував з собою всього чотири тисячі людей. Інші або загинули, або потрапили в полон до Хосрова II. Серед останніх був син узурпатора. Захоплених вершників і слоновожатих Хосров наказав зв'язаними кинути під ноги бойовим слонам.

## Втеча до тюрків і смерть
Бахрам Чубін з невеликими силами пішов в Хорасан, а звідти до тюрків. За Фірдоусі, Хосров направив за Бахрамом трьохтисячний загін, але досвідчений полководець завдав поразки своїм переслідувачам і благополучно зник з Ірану, перейшовши Амудар'ю.